# Evelyn Campbell
Pour les articles homonymes, voir Campbell.
Evelyne Campbell, née en 1868 à Liverpool et morte à une date inconnue, est une actrice américaine d'origine britannique.

## Biographie
Evelyn Campbell est le nom de scène d'Helen Petrie, née en Angleterre en 1865. Elle est la fille de Conrad et Helen Petrie. Arrivée aux États-Unis, la famille s'installe à New York, où Evelyne Campbell entre à la Lyceum School for Dramatic Expression, sous la direction de LD Sargent. Elle y étudie trois mois.
Après avoir quitté la Lyceum School, elle joue deux ans durant dans une compagnie itinérante. Elle entre dans la compagnie d'Albert Marshman Palmer (en) où elle reste deux ans, avant de rejoindre la Boston Museum Company (en). Elle joue aussi au Hollis Street Theatre (en), à la Columbia Theatre Company (en) et à la Charles Frohman Company. Elle est connue pour sa représentation consciencieuse et naturelle des personnages qu'elle incarne. Elle s'intéresse à tout ce qui touche à sa profession et reçoit les éloges des critiques littéraires de Boston.
Sa mère meurt à Édimbourg en 1892. Evelyn Campbell étudie la peinture pendants ses loisirs et est l'amie proche et la confidente d'Alice Muriel Williamson qui, dans son autobiographie The Inky Way, révèle qu'après s'être retirée de la scène en 1894, elle a commencé une liaison avec l'auteur Samuel Rutherford Crockett avec qui elle a vécu dans le sud de la France pendant les mois d'hiver d'avant 1900 jusqu'à la mort de ce dernier en 1914.